# Mirosław Bałka

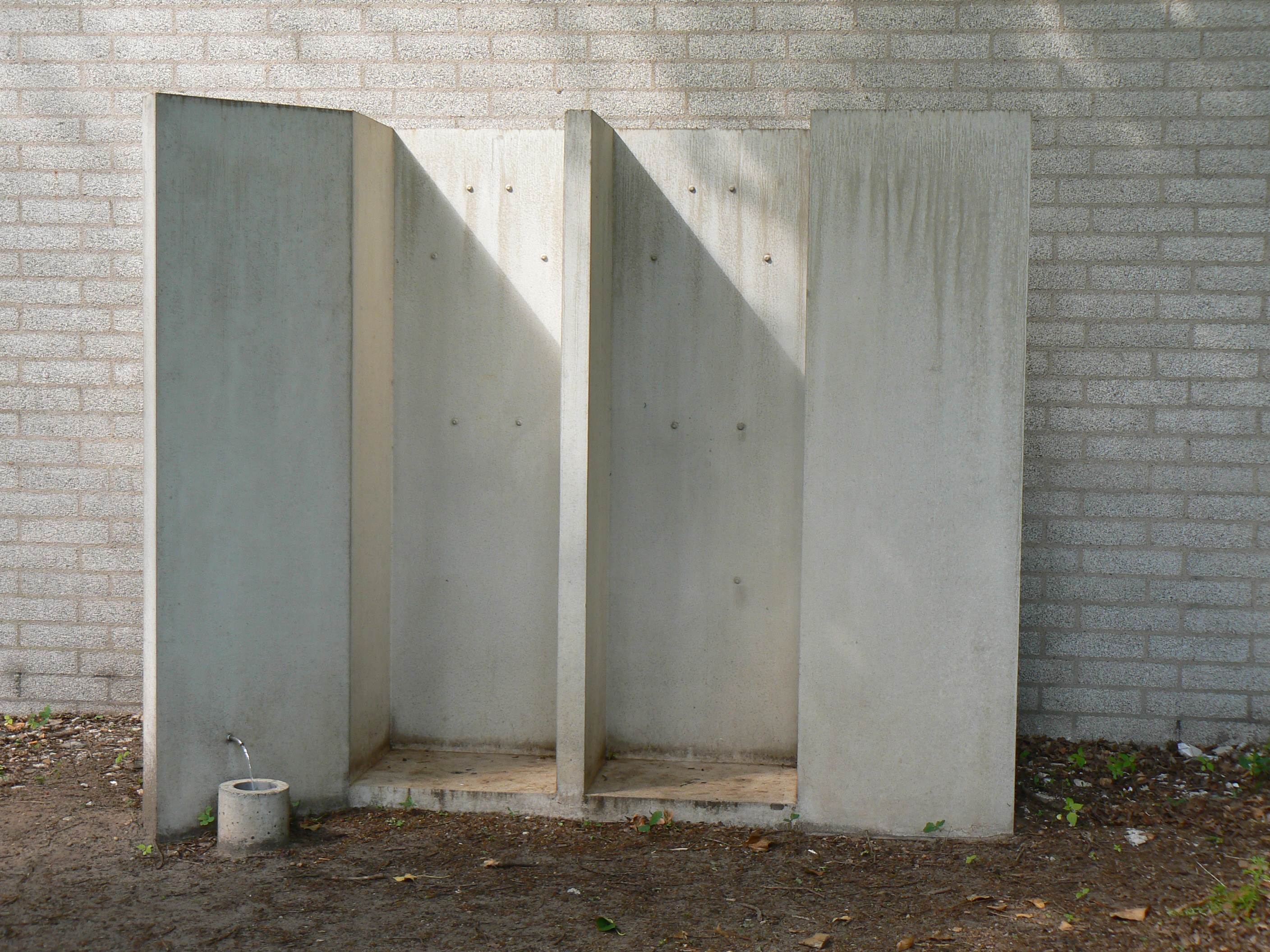
200x238x95 (fountain), Kröller-Müller Museum

Mirosław Bałka (Otwock, 16 december 1958) is een Poolse beeldhouwer en installatiekunstenaar.

## Leven en werk
Bałka studeerde aan de Academie van Schone Kunsten in Warschau. Hij nam deel aan internationale groepstentoonstellingen en zijn werk is opgenomen in de collectie van vele musea en beeldenparken. Zo vertegenwoordigde hij Polen tijdens de Biënnale van Venetië in 1990 en 1995; documenta IX van 1992 in Kassel, Sonsbeek 1993 in Arnhem; Umedalen Skulptur in 1996 en de Biënnale van São Paulo in 1998.
Na afloop van de manifestatie Sonsbeek 1993 werd in het beeldenpark van het Kröller-Müller Museum in Otterlo zijn werk 125x211x179 (het buitendeel) en 190x129x73 (het binnendeel) geplaatst. In 2001 kocht het museum het werk 200x238x95 (fountain) aan, dat is ontleend aan de zogenaamde Muur des doods in Auschwitz.
In 2009 werd zijn werk How It Is in de Turbine Hall van Tate Modern in Londen geïnstalleerd, de tiende aflevering van The Unilever Series.
Balka creëert sterk minimalistische installaties, veelal van grijs beton; zijn thema's, die de toeschouwer confronteren met momenten op de grens van leven en dood, zijn de Poolse geschiedenis, de bezetting, de Holocaust en zijn eigen verleden. De kunstenaar woont en werkt in Warschau en Otwock.